# Порт Саид
Порт Саид (арап. بور سعيد) је град у Египту у гувернорату Порт Саид. Према процени из 2008. у граду је живело 588.935 становника. Порт Саид је лука на обали Средоземног мора и северном крају Суецког канала. Са друге (источне) стране канала је град-близанац Порт Фуад. Порт Саид има важну бесцаринску луку, хемијску, прехрамбену и дуванску индустрију. Од значаја је и риболов.
Град је основан 1859, а његов настанак је везан за изградњу Суецког канала. Име је добио по тадашњем владару Египта Саиду паши.

## Географија

### Клима
| Клима (Порт Саид)          | Клима (Порт Саид) | Клима (Порт Саид) | Клима (Порт Саид) | Клима (Порт Саид) | Клима (Порт Саид) | Клима (Порт Саид) | Клима (Порт Саид) | Клима (Порт Саид) | Клима (Порт Саид) | Клима (Порт Саид) | Клима (Порт Саид) | Клима (Порт Саид) | Клима (Порт Саид) |
| Показатељ \ Месец          | .Јан.             | .Феб.             | .Мар.             | .Апр.             | .Мај.             | .Јун.             | .Јул.             | .Авг.             | .Сеп.             | .Окт.             | .Нов.             | .Дец.             | .Год.             |
| -------------------------- | ----------------- | ----------------- | ----------------- | ----------------- | ----------------- | ----------------- | ----------------- | ----------------- | ----------------- | ----------------- | ----------------- | ----------------- | ----------------- |
| Средњи максимум, °C (°F)   | 17,4 (63,3)       | 17,9 (64,2)       | 19,4 (66,9)       | 22,5 (72,5)       | 25,1 (77,2)       | 28,2 (82,8)       | 30,0 (86)         | 30,3 (86,5)       | 28,8 (83,8)       | 26,7 (80,1)       | 23,0 (73,4)       | 19,4 (66,9)       | 24,6 (76,3)       |
| Просек, °C (°F)            | 14,4 (57,9)       | 15,1 (59,2)       | 16,7 (62,1)       | 19,6 (67,3)       | 22,4 (72,3)       | 25,3 (77,5)       | 27,2 (81)         | 27,3 (81,1)       | 26,3 (79,3)       | 24,1 (75,4)       | 20,4 (68,7)       | 16,5 (61,7)       | 21,28 (70,3)      |
| Средњи минимум, °C (°F)    | 11,1 (52)         | 11,7 (53,1)       | 13,4 (56,1)       | 16,3 (61,3)       | 18,8 (65,8)       | 22,1 (71,8)       | 23,7 (74,7)       | 24,2 (75,6)       | 23,3 (73,9)       | 21,3 (70,3)       | 17,5 (63,5)       | 12,8 (55)         | 18,2 (64,8)       |
| Количина падавина, mm (in) | 18,8 (7,4)        | 12,0 (4,72)       | 10,0 (3,94)       | 5,0 (1,97)        | 4,0 (1,57)        | 0 (0)             | 0 (0)             | 0 (0)             | 3,0 (1,18)        | 8,0 (3,15)        | 7,0 (2,76)        | 16 (6,3)          | 84 (33,1)         |
| [ тражи се извор ]         |                   |                   |                   |                   |                   |                   |                   |                   |                   |                   |                   |                   |                   |

## Становништво
Према процени, у граду је 2008. живело 588.935 становника.
| 1986.   | 1996.   | 2006.   |
| ------- | ------- | ------- |
| 401.172 | 469.533 | 570.768 |